# Rumic World
Rumic World (るーみっくわーるど Rūmikku Wārudo?) es un manga de historias cortas creado por Rumiko Takahashi, explorando el género de la comedia. Más tarde las historias fueron publicadas bajo una serie titulada El teatro de Rumiko.

## Edición
Rumic World fue primero publicado en Japón en formato tankobon, pero más tarde sería relanzado en formato wideban que incluyen muchas páginas originales coloreadas. Originalmente la serie fue publicada en la revista Shōnen Sunday, paralelamente, las tiras cómicas de El teatro de Rumiko fueron publicadas en la Big Comic Spirits.
Cabe destacar que no todas las historietas fueron recopiladas en tomos.

## Historias
Tomo 1:
- "Esos extraterrestres egoístas": Junto con el gobierno, los extraterrestres implanta una bomba en el cuerpo de un pobre.
- "Problemas en el tunel del tiempo"
- "Viajero del fuego": Una explosión de gas envía a Suzuko 500 años atrás en el tiempo.
- "Warau Hyōteki"
- "La diana risueña": Cuando no eran más que niños, Yuzuru y Azusa fueron prometidos, Azusa sabe que él le pertenecerá a cualquier precio.

Tomo 2:
- "Los dioses dorados de la pobreza": Unos padres intentan usar a su hijo para ganar dinero, sin embargo ello sólo sucede al entrar en contacto con los siete dioses de la suerte que también son pobres.
- "Mentes desperdiciadas": Seguimos a una pareja de agentes del gobierno mientras pelean
- "El espíritu empresarial": Una mujer va a un seminario para hacerse rica mediante un esquema.

Tomo 3:
- "Felicidad conyugal"
- "Ese maldito gato": Rumiko Takahashi recuerda como cuidaba del gato de su vecino.
- "Un grito de socorro"
- "El consejo de guerra"
- "Cuando mis ojos tengan alas": Una pareja se hace amiga de un chico que posee un secreto y su destructivo pájaro.
- "Sueña y olvida"
- "The Face Pack"

El teatro de Rumiko:
- “La tragedia de P”
- “El comerciante del Amor”
- “Jovencita de mediana edad”
- “Escondido en la cerámica”
- “La aberrante familia F”
- “Todo el tiempo que llevas aquí”
- “Cien años de amor”
- “En vez de agradecer”
- “La canción de amor del cuarto de estar”
- “El hogar de la basura”
- “Sueño de un día”
- “Felicidad extra larga”
- “El perro del ejecutivo”

El teatro de Rumiko: Uno o Doble:
- "¡Perdóname por ser un perro!"
- "Victoria alada"
- "El abuelo del béisbol"
- "La diosa de la dieta"
- "Conversación feliz"
- "Uno o doble"
- "Vamos a la casa de la abuela"
- "Asiento reservado"
- "Shake Your Buddha"